# Cyprus Amax Zambia
Cyprus Amax Zambia ist eine Aktiengesellschaft in Sambia. Sie wird an der Börse in Lusaka quotiert, also nicht frei gehandelt. Die Gesellschaft befindet sich zu 100 Prozent im Besitz von Cyprus Amax Minerals Co  Plc aus Denver, Vereinigte Staaten.
Cyprus Amax Zambia bewirtschaftet die Kansanshi-Mine bei Solwezi, in der seit 1908 Kupfererz abgebaut wird. 1986 wurde Förderung und Verarbeitung bis auf 1.000 t Kupfer pro Jahr heruntergefahren. 1998 kaufte Cyprus Amax 80 Prozent der Anteile an diesem Bergbau für 28 Mio. US$, 20 Prozent verblieben bei Zambia Consolidated Copper Mines. Laut Zusage investierte Cyprus Amax 20 Mio. US$, was nur der Anfang sein dürfte. In der Kansanshi-Mine liegen 24 Mio. t Kupfererz zu drei Prozent Gehalt. Die Produktion soll auf 50.000 bis 100.000 t Kupfer pro Jahr ausgebaut werden, was diesen Bergbau größer sein ließe als jeden anderen in Sambia im Jahr 2006. Die nötigen Investitionen dafür werden auf 300 Mio. US$ geschätzt.
Die Kansanshi-Mine war der erste Bergbau in Sambia, der wieder privatisiert wurde. 2004 kaufte First Quantum Minerals aus Kanada mit Sitz in Ndola die Kansanshi-Mine von Cyprus Amax Zambia. Das muss möglicherweise im Kontext mit der Fusion von Cyprus Amex, Vereinigte Staaten, mit Phelps Dodge Corporation am 30. September 1999 gesehen werden.
Cyprus Amax Zambia ist zweifellos eine jener Firmen, über die kolportiert wird, sie würden vor allem die Information privatisieren. Sie sagen, die Kupferproduktion steigt, aber nie, um wie viel genau, und auch nicht, wie viel Kupfer konkret exportiert wird – was allerdings Fragen an den sambischen Zoll und die Korruption dort stellt. Entscheidend ist, dass sich nirgends das Umfeld eines privatisierten Kupferbergbaus bisher verbessert hat. Vielmehr ziehen die Menschen nach wie vor weg aus diesen Gebieten.